# Estirs
Els estirs o escirs (en llatí sciri o scirri) eren un poble potser escita que vivia a l'est de Germània.
El primer cop que apareixen a la història és quan els menciona Plini el Vell, i diu que vivien a la frontera nord-est de Germània, és a dir a Prússia Oriental i els territoris bàltics fins a Finlàndia. També parla dels hirris, que no menciona cap altre autor, i ningú més situa els estirs fins tant al nord. Una inscripció diu que vivien vora els territoris de la ciutat d'Òlbia, a Escítia, a la regió de Kherson. Sembla que la ciutat d'Òlbia era el lloc d'on provenien.
Jordanes els esmenta i diu que eren alans, un testimoni a tenir en compte, ja que diu que Peria, el seu avi patern, havia estat secretari del rei dels alans anomenat Candax. Sidoni Apol·linar diu que van entrar a la confederació dels huns, i després van ser part de la confederació dels hèruls d'Odoacre (segons Jordanes) i de la dels gots, segons Procopi. Van acabar formant amb altres pobles la nació dels bavaresos. Hèrmies Sozomen diu que en va veure encara restes d'aquesta tribu treballant com a esclaus a les mines del mont Olim, a Bitínia. La moderna Estíria els deu probablement el nom.